# Герасимов, Вячеслав Павлович
Вячеслав Павлович Герасимов (21 июля 1941, Москва, РСФСР, СССР — 12 мая 2020, Москва, Россия) — советский и российский актёр озвучивания и диктор.

## Биография
Родился 21 июля 1941 года в Москве. Выпускник Школы-студии им. В. И. Немировича-Данченко при МХАТ, курс В. П. Маркова (1965—1969). Профессиональный путь его как актёра начался с работы на сцене Русского театра драмы им. М. Ю. Лермонтова в Алма-Ате. С 1975 по 1991 год работал диктором на Всесоюзном Радио, позднее диктором на радиостанции «Маяк» и затем вплоть до выхода на пенсию звукорежиссёром «Маяка». В ноябре 1990 года стал диктором Московского метрополитена: озвучивал станции Филёвской (1990—2005), Калужско-Рижской (1990—2005), Таганско-Краснопресненской (1990—1999), Калининской (1995—2005), Сокольнической (1995—2002/2013), Замоскворецкой и Каховской (1995—2006), Серпуховско-Тимирязевской (2001—2007) и Бутовской линий (2003—2014). С начала 2000-х также озвучивал объявления на эскалаторах. С 1998 по 2016 год озвучивал объявления в наземном городском транспорте Москвы, преимущественно в ФАТП.
По заказу Всероссийского общества слепых более тридцати лет озвучивал тексты для слабовидящих людей, сотни прочитанных им книг включают произведения русской и зарубежной классики, научной и учебной литературы. Благодаря современным технологиям многие из них стали доступны всем любителям аудиокниг.
Скончался на 79-м году жизни 12 мая 2020 года в Москве.